# Acroporium pungens
Acroporium pungens là một loài Rêu trong họ Sematophyllaceae. Loài này được (Hedw.) Broth. mô tả khoa học đầu tiên năm 1925.